# Seo-gu (Busan)
Seo-gu (Hangul: 서구, Hanja: 西區) is een stadsdeel (gu) van de Zuid-Koreaanse stad Busan. Seo-gu heeft een oppervlakte van 13,73 vierkante kilometer en telde in 2006 ongeveer 136.226 inwoners.
Het stadsdeel bestaat uit de volgende buurten (dong):

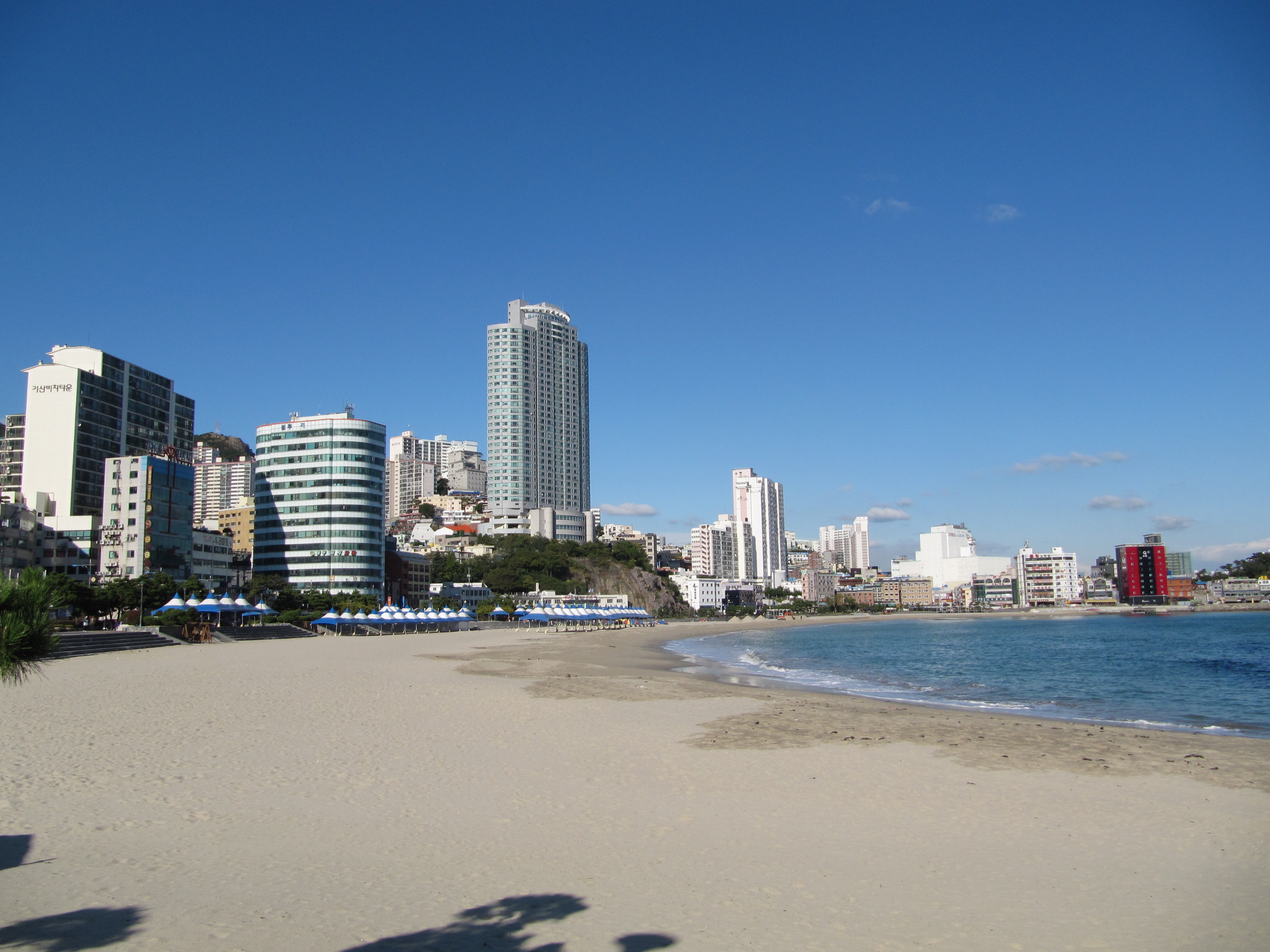
Songdo-strand

- Dongdaesin-dong
- Seodaesin-dong
- Bumin-dong
- Ami-dong
- Chojang-dong
- Chungmu-dong
- Nambumin-dong
- Amnam-dong

Buk-gu · 
Busanjin-gu · 
Dong-gu · 
Dongnae-gu · 
Gangseo-gu · 
Geumjeong-gu · 
Gijang-gun · 
Haeundae-gu · 
Jung-gu · 
Nam-gu ·
Saha-gu · 
Sasang-gu · 
Seo-gu · 
Suyeong-gu · 
Yeongdo-gu · 
Yeonje-gu